# Atti di Giovanni
Gli Atti di Giovanni si riferiscono a una raccolta di storie su San Giovanni Apostolo che iniziò a circolare in forma scritta già nel II secolo. Le traduzioni degli Atti di Giovanni nelle lingue moderne sono state ricostruite dagli studiosi da numerosi manoscritti di data successiva. Gli Atti di Giovanni sono generalmente classificati come apocrifi del Nuovo Testamento.

## Contenuto

### Panoramica
La maggior parte degli studiosi attuali concorda sul fatto che anche le versioni più recenti degli Atti di Giovanni includono episodi che risalgono a più date e origini diverse. Queste versioni contengono all'incirca le seguenti sezioni:
Sezione A. Storie di Giovanni ad Efeso (Atti Giovanni 18-55, 58-86). Questi sono costituiti dalle seguenti sezioni:
- Un'introduzione o transizione (Atti Giovanni 18). (L'inizio originale della storia è andato perso.)
- Conversione di Cleopatra e Licomede (Atti Giovanni 19-29)
- Guarigione al Teatro Efesino (Atti Giovanni 30-36)
- Conversione al tempio di Artemide (Atti Giovanni 37-47)
- Il Parricidio (Atti Giovanni 48_54)
- Evocazioni da Smirne (Atti Giovanni 55)
- Storia delle cimici (Atti Giovanni 58-62)
- Callimaco e Drusiana (Atti Giovanni 63-86)

Sezione B. Un lungo testo in cui Giovanni racconta le precedenti esperienze avute con Gesù prima e durante l'evento della croce (Atti Giovanni 87-105).
Sezione Γ. "La Metastasi", un resoconto della morte di Giovanni (Atti Giovanni 106-115).
Molti studiosi considerano il materiale convenzionalmente etichettato come cap. 94-102 essere di origine successiva rispetto agli episodi nelle sezioni A e Γ, e alcuni assegnano tutta la sezione B a un'origine separata.

### Sezione A
Il ciclo di storie etichettato nella sezione A sopra inizia quando Giovanni si avvicina a Efeso con alcuni compagni di viaggio. Viene accolto da Licomede, una figura notevole e potente all'interno della città. Licomede racconta una visione che ricevette dal Dio di Giovanni, dicendogli che un uomo di Mileto stava venendo a guarire sua moglie, Cleopatra, morta sette giorni prima di malattia. All'arrivo, Licomede maledice la sua situazione, nonostante le suppliche di Giovanni di avere fede che sua moglie sarà riportata in vita dal potere di Dio. L'intera città di Efeso è scossa dalla sua morte e viene a casa sua per vedere il suo corpo. Giovanni poi chiede a Cristo di risuscitare entrambi dai morti per provare la potenza di Cristo, citando Matteo 7,7 nella sua richiesta. Sia Cleopatra che Licomede vengono resuscitati, lasciando il popolo di Efeso in soggezione per il miracolo compiuto prima di loro.
In un'altra scena, durante una festa che celebra il compleanno della dea greca Artemide, il popolo di Efeso tenta di uccidere Giovanni perché indossa il nero, anziché bianco, al suo tempio. Giovanni li rimprovera, minacciando che Dio li ucciderà se non riescono a convincere la loro dea a farlo morire sul colpo con il suo potere divino. Sapendo che Giovanni ha compiuto molti miracoli nella loro città, le persone al tempio pregano Giovanni di non distruggerli. Giovanni poi cambia idea, usando invece il potere di Dio per rompere in molti pezzi l'altare di Artemide, danneggiare le offerte e gli idoli all'interno del tempio e far crollare metà della struttura stessa sopra il suo sacerdote, uccidendolo. Dopo aver visto questa distruzione, le persone vedono immediatamente l'errore delle loro vie e riconoscono il Dio di Giovanni come l'unico vero Dio.
In un episodio comico, Giovanni e i suoi compagni pernottano in una locanda afflitta da un'infestazione da cimici. Immediatamente dopo essersi sdraiato, il proprietario e gli altri uomini con lui vedono che Giovanni è turbato dagli insetti e lo sentono dire agli insetti: "Vi dico, insetti, siate premurosi; uscite di casa per questa notte e andate a riposare in un luogo lontano dai servi di Dio!». La mattina dopo, il narratore e due dei suoi compagni di viaggio, Vero e Andronico, si svegliano e trovano gli insetti raccolti sulla soglia, in attesa di tornare a casa nel materasso di Giovanni. I tre uomini svegliano Giovanni, che permette alle creature di tornare a letto per la loro obbedienza alla volontà di Dio.
Il gruppo itinerante si reca quindi alla casa di Andronico a Efeso. Qui, il lettore apprende che Andronico è sposato con Drusiana. Entrambi sono seguaci del Dio di Giovanni ed esercitano la continenza anche nel matrimonio per pietà. Tuttavia, la continenza di Drusiana non impedisce le avances di Callimaco, un membro di spicco della comunità di Efeso e "un servitore di Satana". Apprendendo la lussuria di Callimaco, Drusiana si ammala e muore perché crede di aver contribuito al peccato di Callimaco. Mentre Giovanni conforta Andronico e molti degli altri abitanti di Efeso per la perdita di Drusiana, Callimaco, determinato ad avere Drusiana come sua, corrompe Fortunato, l'amministratore di Andronico, per aiutarlo ad accedere alla sua tomba e violentarne il cadavere. Appare un serpente velenoso, che morde e uccide Fortunato e si rannicchia su Callimaco, inchiodandolo. Quest'ultimo vede un bel giovane, una figura soprannaturale, che gli ordina di "morire, affinché tu possa vivere". Il giorno successivo, Giovanni e Andronico entrano nella tomba di Drusiana e vengono accolti da una giovane, che la narrazione in seguito identifica con Cristo, il quale dice a Giovanni che dovrebbe riportare in vita Drusiana prima di ascendere al Cielo. Giovanni lo fa, ma non prima di aver resuscitato Callimaco per sapere cosa era successo la notte precedente. Callimaco racconta gli eventi della notte e si pente dei suoi timori, arrendendosi alla volontà di Cristo. Dopo che sia Callimaco che Drusiana sono resuscitati, a Drusiana, dispiaciuta per l'altro aggressore coinvolto nella cospirazione per molestare il suo cadavere, viene concessa la possibilità di resuscitare Fortunato dalla morte contro i desideri di Callimaco. Fortunato, non volendo accettare Cristo fugge dalla tomba e alla fine muore a causa dell'avvelenamento del sangue causato dal serpente dal morso iniziale.

### Sezione B
Nella sezione B, che molti studiosi ritengono provenire da una fonte diversa rispetto agli altri episodi, Giovanni racconta le precedenti esperienze avute con Gesù prima e durante la passione.
Parte di questo racconto include una danza circolare iniziata da Gesù, che dice: "Prima che io sia consegnato a loro, cantiamo un inno al Padre e andiamo così incontro a ciò che ci sta davanti". Diretti a formare un cerchio intorno a lui, tenendosi per mano e ballando, gli apostoli gridano "Amen" all'inno di Gesù. Incorporato nel testo è un inno (sezioni 94-96) che alcuni considerano essere stato originariamente "un canto liturgico (con risposta) in alcune comunità giovannee" (Davis). Nell'estate del 1916 Gustav Holst stabilì la sua traduzione dal greco (Testa), influenzato da GRS Mead , come L'Inno di Gesù per due cori misti, un semicoro di voci femminili e una grande orchestra (Trippett).

La Trasfigurazione di Gesù è anche descritta in questo atto. È degno di nota per la sua rappresentazione di un Gesù nudo. Contiene lo stesso cast principale (Giovanni, Pietro, Giacomo e Gesù) ma non presenta l'aspetto di Elia o Mosè, a differenza delle scene di trasfigurazione dei vangeli sinottici (in particolare non presenti nel vero Vangelo di Giovanni ).
«Un'altra volta condusse me, Giacomo e Pietro sulla montagna, dove era solito pregare, e noi vedemmo su di lui una tale luce che non è possibile per un uomo che usa parole mortali descrivere com'era... Ora io, poiché mi amava, gli si avvicinò in silenzio, come se non potesse vedere, e rimase a guardarlo alle spalle. E vidi che non era vestito di vesti, ma era da noi visto nudo e per nulla simile a un uomo; i suoi piedi erano più bianchi della neve, così che la terra era illuminata dai suoi piedi e la sua testa raggiungeva il cielo.»
La sezione B contiene anche la maggior parte dei temi docetici presenti negli Atti di Giovanni. Gesù è raffigurato in diversi capitoli come avente una forma in continuo mutamento e un corpo immateriale.
«A volte, quando volevo toccarlo, incontravo un corpo materiale e solido; e altre volte ancora quando lo sentivo, la sostanza era immateriale e incorporea e come se non esistesse affatto.»
Un tema docetico del corpo di Gesù come disumano e incapace di provare dolore fisico presenta un problema con l'idea della sofferenza di Cristo nel cristianesimo ortodosso. Le idee sulla natura di Gesù variano ampiamente all'interno delle diverse sette gnostiche. La borsa di studio è divisa sul fatto che questa rappresentazione della Passione debba essere interpretata come Gesù che soffre spiritualmente, fisicamente o entrambi. Gesù parla in modo criptico di questa sofferenza sulla croce nel capitolo 101, dicendo:
«Perciò non ho sofferto nessuna delle cose che diranno di me: quella sofferenza che vi ho mostrato..., desidero che si chiami mistero. Per quello che sei, vedi che te l'ho mostrato; ma quello che sono, lo so solo io, e nessun altro... Quanto a vedermi come sono in realtà, te l'ho detto che questo è impossibile a meno che tu non possa vedermi come mio parente. Hai sentito che ho sofferto, ma non ho sofferto; che non ho sofferto, eppure ho sofferto, che sono stato trafitto, ma non sono stato ferito; impiccato, e io non sono stato impiccato; quel sangue scorreva da me, ma non scorreva; e, in una parola, quelle cose che dicono di me non le ho sopportate, e le cose che non dicono quelle le ho patite».
Mentre il corpo mutevole di Gesù è usato come prova per i suoi temi docetici (quindi gnostici), alcuni studiosi sostengono che questa "cristologia polimorfa" fa parte della tradizione letteraria cristiana giovannea e non deve essere intesa come intrinsecamente gnostica.  Questo motivo si sviluppò nel II secolo e fu utilizzato dalle comunità cristiane sia "proto-ortodosse" che non ortodosse ("eretiche"). Per le comunità gnostiche, la "rappresentazione di un Cristo polimorfico è usata per denotare la trascendenza sul regno materiale, mentre per le [comunità proto-ortodosse] illustrano che Gesù non è costretto dalle forze della mortalità, ma piuttosto che è entrato in uno stato superiore dell'esistenza fisica". Temi polimorfici compaiono in molti altri Atti apocrifi sugli apostoli, come Atti di Pietro e Atti di Tecla. Origene, studioso cristiano del terzo secolo di Alessandria, non considerava problematica la natura polimorfa di Gesù, dicendo che "sebbene Gesù fosse uno, aveva diversi aspetti, e a coloro che lo vedevano non appariva a tutti uguale".

### Sezione Γ
La sezione Γ racconta la presunta morte di Giovanni per cause naturali dopo aver ordinato ai suoi compagni di scavare una fossa in cui si sdraia e si seppellisce vivo prima di "rinunciare al suo spirito esultante".

## Datazione e storia
Molti studiosi ritengono che già nel II secolo circolassero versioni dell'episodio ritenuto appartenente agli Atti di Giovanni.
I nomi di tutti gli autori coinvolti nel progetto sono sconosciuti. Una tradizione più antica associava i testi a un certo Leucio Carinus, compagno di Giovanni, ma il suo nome non compare nel testo e gli studiosi moderni non pensano che fosse coinvolto nella loro composizione.
Alcune versioni degli Atti di Giovanni contenenti almeno parti della Sezione B e dell'episodio di Licomede furono respinte come eretiche dal Secondo Concilio di Nicea nel 787 d.C. L'esatto contenuto degli Atti di Giovanni noto ai partecipanti al Concilio è sconosciuto.
La Stichometry of Nicephorus, una stichometry del IX secolo, fornisce la lunghezza di un testo degli Atti di Giovanni come 2.500 righe.
La cristologia polimorfa, vista nella Sezione B, si sviluppò principalmente durante il II secolo, dando credito alla data di sviluppo del II secolo.